# Павао Ріттер Вітезович
Павао Ріттер Вітезович (хорв. Pavao Ritter Vitezović; 7 січня 1652 — 20 січня 1713) — хорватський письменник, історик, лігнвіст.

## Життєпис
Походив з родини військових. Його предки були німецькими лицарями (звідси прізвище Ріттер) з Ельзасу. На запрошення австрійських герцогів перебралися до Хорватії, де служили у прикордонні, захищаючи край від нападу османів. «Вітезович» — хорватський переклад німецького слова «Ріттер».
Народився Павао в 1652 році в містечку Сень (Адріатичне узбережжя). Тут закінчив початкову школу. Окрім німецької знав ще й хорватську мову (єпископ міста отримав право на викладання хорватською в місцевій школі від Папи Римського). З 1665 року Ріттер навчався в єзуїтській школі в Загребі, проте не завершив навчання. У 1670 році вирушив до Риму. У 1676 році перебрався до Крайни в замок Богеншперк, де захопився історією та географією батьківщини. У 1679 році повернувся до рідного міста.
У 1681 році став членом міської ради міста Сень. Того ж року представляв місто на засіданні Собору у місті Шопрон. З початком війни проти Османської імперії в 1683 році Ріттер опинився у Меджимур'ї. У 1684 році вирушив до Лінца, де отримав військове звання капітана у війську хорватського бана. Згодом узяв участь у захопленні фортець Сігетвар й Лендава.
Упродовж 1685—1687 років був представником хорватського Сабору у Відні. У 1687 році делегат рідного міста в засіданні парламенту Угорщини в місті Пресбург (сучасна Братислава, Словаччина). Того ж року був посвячений у лицаря, отримавши золоті шпори.
У 1690 році перебрався до Загребу. Тут вирішив відновити роботу міської друкарні. У 1691 році отримав посаду віцепрефекта округа Ліка-Крбава. У 1694 році офіційно був призначений очільником друкарні в Загребі. Того ж року був відправлений Сабором до Відня з протестом проти збільшення податків. Отримав  від імператора привілей користуватися усіма хорватськими архівами.
У 1695 році відкрив нову друкарню. Тут виходили книги латиною та хорватською мовою. Друкарня працювала до 1706 року, того року вона загинула в пожежі.
У 1698 році він знову делегат Сабору до імператорського уряду щодо податків на сіль. У 1699 році був призначений хорватським Сабором, як його представник, до Імперської комісії з делімітації з Венецією і Османською імперією. Проте, попри зусилля, Павао Ріттер не зумів домогтися розширення кордонів Хорватії.
У 1710 році перебрався до Відня, де отримав титул барона. Продовжив займатися вивченням географії Сербії та Боснії. У 1712 році знову представляв Сень в угорському парламенті. Помер Павао Вітезович у 1713 році у Відні.

## Творчість
Вітезович складав свої праці латиною й хорватською мовою. Був патріотом Хорватії. Її історії присвячені численні роботи Вітезовича (твір у прозі «Відроджена Хорватія» 1700 року на честь перемоги над Османською імперією, присвячена Адаму Зринському; «Календар або книга хорватська» 1695 року: «Захоплення Сігета» 1684—1685 років, «Стемматографія» (геральдична збірка) 1702 року, «Боснія в неволі» 1712 року, «Два століття Хорватії в жалобі» 1703 року.
Значущим є його історична праця «Хроніка або історія століть» (Загреб, 1696 року). Написана чакавським діалектом. Стала продовження історичної праці Антуна Врамеца, яку той довів до 1587 року. «Хроніка…» Вітезовича охоплювала відповідно період 1587—1695 років. Своєю чергою працю вітезовича продовжив Балтазар Адам Крчелич.
Водночас Павао Ріттер Вітезович цікавився історіями впливових родин Хорватії («Історія родини Гусич» 1681 року).
Має значний внесок до хорватської лінгвістики, запропонував нову орфографію, в якій кожен звук відповідав 1 літері. Також є автором рукописного латино-іллірійського словника (за життя автора його не було видано).

## Роботи
| Латинською мовою: - Apographum ex Joanne Lucio (1681) - Novus Skenderbeg (1682) - Nova Musa (1683) - Anagrammaton liber primus (1687) - Croatia rediviva [Архівовано 14 січня 2016 у Wayback Machine.] (Revived Croatia, 1700) - Stemmatographia sive armorum Illyricorum delineatio, descriptio et restitutio (1701) - Stemmatographiae Illyricanae liber I. Editio nova auctior (Zagrabiae, 1702) - Plorantis Croatiae saecula duo (Two Centuries of Croatia in Mourning, 1703) - Bossna captiva (Bosnia in Captivity, 1712) - Lexicon Latino-illyricum [Архівовано 22 серпня 2016 у Wayback Machine.] | Хорвацькою мовою: - Odiljenje sigetsko (1684) - Priričnik aliti razliko mudrosti cvitje (1703) - Kronika aliti spomen vsega svieta vikov (1696) Неопубліковані (в рукописі): - Banologia - Sive de banatu Croatiae - Serbia illustrata |